# Seselopsis tianschanica
Seselopsis tianschanica là một loài thực vật có hoa trong họ Hoa tán. Loài này được Schischk. miêu tả khoa học đầu tiên năm 1950.